# Giovanni Ravelli (calciatore)
Giovanni Battista Ravelli (fl. XIX-XX secolo) è stato un calciatore italiano.

## Carriera
Presente nella rosa della Ginnastica Torino almeno dall'aprile 1899, quando disputò un torneo interno alla società.
Non è accertata la sua presenza ne nel 1900 che nel 1901, mentre fu presente nell'unica partita giocata dalla Ginnastica nel 1902 ovvero la sconfitta per 5-2 del 2 marzo 1902 contro l'Audace Torino. La Ginnastica non giocò gli altri due incontri dando forfait e giungendo quindi al quarto ed ultimo posto del girone eliminatorio piemontese.
Sui tabellini veniva indicato come "Ravelli II" per distinguerli dagli altri presenti nella rosa della Ginnastica.
Fu attivo nella Ginnastica anche come ginnasta, partecipando tra gli altri al "Concorso Ginnastico Nazionale di Firenze" nel 1904.

## Statistiche

### Presenze e reti nei club
| Stagione | Club              | Campionato | Campionato | Campionato | Campionato |
| Stagione | Club              | Comp       | Pres       | Reti       |            |
| -------- | ----------------- | ---------- | ---------- | ---------- | ---------- |
| 1902     | Ginnastica Torino | CI         | 1          | 0          |            |
| Totale   | Totale            | Totale     | 1          | 0          |            |